# Dusona perditator
Dusona perditator är en stekelart som beskrevs av Hinz 1994. Dusona perditator ingår i släktet Dusona och familjen brokparasitsteklar. Inga underarter finns listade i Catalogue of Life.